# Piper flavispicum
Piper flavispicum är en pepparväxtart som beskrevs av C. Dc.. Piper flavispicum ingår i släktet Piper och familjen pepparväxter. Inga underarter finns listade i Catalogue of Life.